# Rasul Chadem
Rasul Chadem Azghadi (pers. ‏رسول خادم ازغدی‎; ur. 18 marca 1972 w Meszhedzie) – irański zapaśnik w stylu wolnym. Dwukrotny olimpijczyk. Brązowy medalista z Barcelony 1992 w wadze 82 kg i złoty z Atlanty 1996 w kategorii 90 kg.
Czterokrotny uczestnik mistrzostw świata, zdobył trzy medale. Złoto w 1994 i 1995, srebro w 1998. Najlepszy na igrzyskach azjatyckich w 1994, drugi w 1990. Pięć razy sięgał po tytuł mistrzowski w Azji – w 1991, 1992, 1993, 1995 i 1996. Trzeci w Pucharze Świata w 1994 roku.
Jest synem Mohammeda Chadem Chorasaniego, zapaśnika z igrzysk w 1960 i bratem Amira Chadema, zapaśnika i brązowego medalisty z 1992 i 1996 roku.